# 皮德韋爾布齊
48°48′6″N 25°13′51″E / 48.80167°N 25.23083°E
皮德韋爾布齊（烏克蘭語：Підвербці），是烏克蘭西部的村莊，隸屬伊萬諾-弗蘭科夫斯克州的伊萬諾-弗蘭科夫斯克區。該村始建於1482年，面積10.3平方公里，2001年人口755，人口密度每平方公里73.2人。